# Audibertia
Audibertia  é um gênero botânico da família Lamiaceae

## Espécies
Apresenta 18 espécies:
- Audibertia capitata
- Audibertia clevelandi
- Audibertia decurrens
- Audibertia dorrii
- Audibertia grandiflora
- Audibertia humilis
- Audibertia incana
- Audibertia mearnsii
- Audibertia nivea
- Audibertia pachystachya
- Audibertia palmeri
- Audibertia parviflora
- Audibertia pilosa
- Audibertia polystachya
- Audibertia pusilla
- Audibertia spinulosa
- Audibertia stachyoides
- Audibertia vaseyi